# 棱锥
在幾何學中，棱锥又稱角錐，是三维多面体的一種，由多边形各个顶点向它所在的平面外一点依次连直线段而构成。多边形称为棱锥的底面。随着底面形状不同，棱锥的稱呼也不相同，依底面多边形而定，例如底面是正方形的棱锥称为方锥，底面为三角形的棱锥称为三棱锥，底面为五边形的棱锥称为五棱锥等等。
从棱锥的定义可以推知，一个以n边形为底面的棱锥，一共有n+1个顶点，n+1个面以及2n条边。棱锥的对偶多面体是同样形状的棱锥。例如一个方锥的对偶形是（倒立的）方锥。
棱锥的对称性取决于底面多边形的形状和多边形以外那个顶点的位置。如果底面的多边形是正多边形，而且另外一个顶点在底面上的投影是多边形的中心，那么棱锥和正多边形有相同的对称结构（同构的对称群）。
棱锥和棱柱、棱台、帐塔一样，都是擬柱體中的一类。

## 历史
在公元前1650年左右的莱因德数学纸草书中，棱锥已经作为数学对象被几何学家研究。纸草书的56至59题是有关正方锥的底边、高以及底面和侧面形成的二面角之间关系的计算，如已知高和底边长度，求二面角等:30-32。传说由欧几里德在公元前三世纪写成的《几何原本》中，第十二章第七个命题证明了：三角柱的体积等于同底同高的三角锥的三倍，但《几何原本》中没有给出直接的棱锥体积公式。公元一世纪左右成书的《九章算术》第五章中的第十二题，计算了正方锥、直方锥（阳马）、直三角锥（鱉臑）的体积，并给出了通用公式。公元三世纪中叶，数学家刘徽在给《九章算术》作的注中，运用极限思想证明了棱锥的体积公式。

## 简介
棱锥的底面是多边形，其中的顶点和多边形所在平面外的一点用直线段相连。平面外的这一点称为棱锥的顶点，底面多边形的顶点称为底面顶点。除了底面，其余的面称为棱锥的侧面，都是由棱锥顶点和多边形的两个相邻顶点构成的三角形。连接底面顶点和棱锥顶点的直线段，也是两个相邻侧面的公共边，称为棱锥的侧棱。一个以n边形为底面的棱锥，总计有n个侧面，加上底面，一共有n+1个面；多边形的每个顶点对应一条侧棱，一共有n条侧棱。如果两条侧棱不在同一个侧面，那么它们确定的平面截棱锥所得的截面是一个过棱锥顶点的三角形，其中两条边分别是两条侧棱，另一条边在底面上，是底面多边形的一条对角线，这个平面称为棱锥的一个对角面。:86
如果底面是三角形，那么棱锥称为三棱锥或三角锥。如果每个面（包括底面）都是正三角形，这时的三棱锥就是正四面体。如果仅仅底面为正三角形，顶点在底面的投影是正三角形的中心，那么三个侧面都是全等的等腰三角形。这样的三棱锥叫做正三棱锥。同样地，底面为正多边形，而且另外一个顶点在底面上的投影是多边形的中心，这样的棱锥称为正棱锥。正棱锥的侧面都是全等的等腰三角形，侧棱都等长。每个侧面三角形以多边形的边为底边的话，高称为棱锥的斜高。:86
如果平面外的顶点在底面的投影正好是多边形的某个顶点（等价于说平面外的顶点和某个顶点连成的直线垂直于底面），这样的棱锥称为直棱锥或直角棱锥。连接平面外顶点和其投影顶点的侧棱垂直于底面，所以包含这条侧棱的两个侧面也垂直于底面。
棱锥的底面多边形不一定是凸多边形。如果是星形，则称为星锥。例如，底面是五角星，则对应的棱锥叫做五星锥。

## 性质

### 体积
棱锥的体积取决于平面外顶点到底面的距离，以及底面多边形的面积。前者称为棱锥的高，後者称为棱锥的底面积。设{\displaystyle h} 為棱锥的高，{\displaystyle S}為棱锥的底面積，{\displaystyle V} 為棱锥的體積，则棱锥的体积可以用以下公式计算:93：
这个公式早在公元三世纪就得到了证明。现代的证明一般使用积分。假设有棱锥PA1A2...An，其中A1A2...An为底面的n边形，P为棱锥顶点。设P在底面的投影为Q点，PQ的长度为h。在线段PQ上取一点X，使得线段PX的长度为y：0 ≤ y ≤ h，那么过点X而且与底面平行的平面截棱锥得到的形状是一个和底面的n边形相似的n边形，记作Ax1Ax2...Axn，它的面积Sy与底面积S的比值等于PX与PQ的比值的平方：
在点X附近截取的“一片”棱锥“切片”，它的体积大约等于：{\displaystyle dV_{y}\approx \left({\frac {y}{h}}\right)^{2}Sdy}
所以棱锥的体积等于积分： {\displaystyle V=\int _{y=0}^{h}dV_{y}=\int _{y=0}^{h}\left({\frac {y}{h}}\right)^{2}Sdy={\frac {h^{3}}{3}}\cdot {\frac {S}{h^{2}}}={\frac {1}{3}}Sh.}
对于正棱锥，假设它的底面是正n边形，边长为a，高是h，那么底面积是：{\displaystyle S={\frac {na^{2}}{4}}\cot {\frac {\pi }{n}}.}
所以它的体积是：

### 表面积
棱锥的侧面展开图是由各个侧面组成的，展开图的面积，就是棱锥的侧面积Sc
{\displaystyle S_{c}=\sum _{i=1}^{n}S_{i}}，其中{\displaystyle S_{i},i=1,2\cdots ,n}是第 i 个侧面的面积。
棱锥的表面积等于棱锥的侧面积Sc加上底面积S。假设顶点的投影Q点到第 i 个侧面对应的底边的距离是di，底边的长度是ai，那么棱锥的侧面积：
{\displaystyle S_{c}=\sum _{i=1}^{n}S_{i}={\frac {1}{2}}\sum _{i=1}^{n}a_{i}{\sqrt {h^{2}+d_{i}^{2}}}.}
对于正n棱锥，顶点到底面的投影是底面正n边形的中心。所以投影点到每一边的距离都相等：{\displaystyle d_{1}=d_{2}=\cdots =d_{n}=d.} 因此棱锥的斜高也就是侧面三角形的高：{\displaystyle l={\sqrt {h^{2}+d^{2}}}.} 棱锥的侧面积:87：
{\displaystyle S_{c}=\sum _{i=1}^{n}S_{i}={\frac {1}{2}}l\sum _{i=1}^{n}a_{i}={\frac {1}{2}}lp.}
其中p是底面正n边形的周长。假设底面正n边形的边长是a，高是h，那么它的周长是na，中心到每一边的距离是{\displaystyle {\frac {a}{2}}\cot {\frac {\pi }{n}}}。所以斜高是：{\displaystyle {\sqrt {h^{2}+{\frac {a^{2}}{4}}\cot ^{2}{\frac {\pi }{n}}}}}，侧面积是：
{\displaystyle S_{c}=\sum _{i=1}^{n}S_{i}={\frac {1}{2}}na{\sqrt {h^{2}+{\frac {a^{2}}{4}}\cot ^{2}{\frac {\pi }{n}}}}.}

## 正棱锥
若一錐體底面為正多邊形則稱為正棱锥。正棱锥是一個無窮集合，最小從三角錐開始，因為二角錐已退化成平面了。
| 正二棱錐 | 正三棱錐 | 正四棱錐 | 正五棱錐 | 正六棱錐 | 正七棱錐 | 正八棱錐 | 正九棱錐 | 正十棱錐 | ... | 圆锥 |
| -------- | -------- | -------- | -------- | -------- | -------- | -------- | -------- | -------- | --- | ---- |
|          |          |          |          |          |          |          |          |          |     |      |

此外錐體亦可以做為球面鑲嵌：
| 球面鑲嵌        | 球面鑲嵌        | 錐體            | 錐體            | 錐體            | 錐體            | 錐體            | 錐體            | 錐體            | 錐體              | 錐體 | 歐式鑲嵌 仿緊空間 | 雙曲鑲嵌 非緊空間         |
| --------------- | --------------- | --------------- | --------------- | --------------- | --------------- | --------------- | --------------- | --------------- | ----------------- | ---- | ----------------- | ------------------------- |
| 一角錐 C1v, [1] | 二角錐 C2v, [2] | 三角錐 C3v, [3] | 四角錐 C4v, [4] | 五角錐 C5v, [5] | 六角錐 C6v, [6] | 七角錐 C7v, [7] | 八角錐 C8v, [8] | 九角錐 C9v, [9] | 十角錐 C10v, [10] | ...  | 無限角錐 C∞v, [∞] | 超無限角錐 Ciπ/λv, [iπ/λ] |

錐體中只有一種屬於正多面體，即正三角錐。

## 参看
- 金字塔：某些金字塔是棱锥状建筑，大部分是四棱锥；
- 圓錐：底面为圆形而不是多边形的锥体；
- 棱台：将棱柱沿平行于底面的平面截取出来的几何体。
- 雙錐體：将棱锥于底面相接合所形成的几何体。
- 類錐體：棱柱與反棱柱之關係在棱锥上的類比

## 外部連結
- 埃里克·韦斯坦因. . MathWorld.
- Olshevsky, George, Pyramid at Glossary for Hyperspace.
- The Uniform Polyhedra （页面存档备份，存于）